# Reliance Power

Logo

Reliance Power ist ein indisches Unternehmen, welches Stromkraftwerke betreiben will. Reliance Power gehört zu 75 Prozent Anil Ambani und gehört zur Reliance - Anil Dhirubhai Ambani Group. 
Reliance Energy brachte am 11. Februar 2008 seine Energietochter Reliance Power an die Börse Indiens. Es war mit 2,1 Milliarden Euro für zehn Prozent der Firmenanteile der bisher größte Börsengang in Indien. Die Aktien waren 73-fach überzeichnet. Dennoch sanken sie am ersten Handelstag um fast 20 Prozent, weil der Stromkonzern kein laufendes Geschäft hat, sondern nur große Investitionspläne hat. Reliance Power will mit den Erlösen aus dem Börsengang den Bau von 13 Stromkraftwerken mit 28.200 Megawatt Leistung und Kosten von 28,5 Milliarden Dollar bis zum Jahr 2016 finanzieren.